# حمة المرية
بلدية الحمَّة أو حَمَّة المَرِيَّة أو (نقحرة: الهاما دي المرية) (بالإسبانية: Alhama de Almería), هي بلدية تقع في مقاطعة المرية. جنوب شرق إسبانيا. يبلغ عدد سكانها 3.438 نسمة.

## أعلام
- نيكولاس سالميرون

## وصلات خارجية
- نسخة محفوظة 14 ديسمبر 2005 على موقع واي باك مشين. (بالإسبانية)